# بریستول تیتان
بریستول تیتان (به انگلیسی: Bristol Titan) یک هواگرد ساختِ کارخانهٔ بریستول ایروپلین در کشور بریتانیا است.